# Canton du Puy-en-Velay-Ouest
Le canton du Puy-en-Velay-Ouest est une ancienne division administrative française, située dans le département de la Haute-Loire en région Auvergne.

## Composition
Le canton du Puy-en-Velay-Ouest se composait d’une fraction de la commune du Puy-en-Velay et de deux autres communes. Il comptait 7 187 habitants (population municipale) au 1er janvier 2012.
| Nom                         | Code Insee | Intercommunalité   | Population (dernière pop. légale)              |
| --------------------------- | ---------- | ------------------ | ---------------------------------------------- |
| Le Puy-en-Velay (chef-lieu) | 43157      | CA du Puy-en-Velay | Fraction : 3 275(2012) Commune : 18 634 (2014) |
| Ceyssac                     | 43045      | CA du Puy-en-Velay | 408 (2014)                                     |
| Espaly-Saint-Marcel         | 43089      | CA du Puy-en-Velay | 3 542 (2014)                                   |

## Histoire
Le canton a été créé par décret du 2 août 1973.
Il a été supprimé en mars 2015 à la suite du redécoupage des cantons du département : les limites cantonales du Puy-en-Velay sont modifiées, quant aux deux autres communes, elles ont rejoint le premier canton.

## Représentation
| Période | Période                  | Identité           | Étiquette | Qualité |
| ------- | ------------------------ | ------------------ | --------- | --- |
| 1973    | 1979                     | Jean Cabanes       | SE        | |
| 1979    | 1985                     | Auguste Dumas      | PS        | Professeur en retraite Maire d'Espaly-Saint-Marcel                                                                |
| 1985    | 1998                     | Pierre Acassard    | UDF       | Conseiller municipal d'Espaly-Saint-Marcel                                                                        |
| 1998    | 2004                     | André Roure        | PS        | Maire d'Espaly-Saint-Marcel                                                                                       |
| 2004    | octobre 2009 (démission) | Jacques Volle      | UMP       | Maire d'Espaly-Saint-Marcel depuis 2001 Président de la communauté d'agglomération du Puy-en-Velay de 2008 à 2009 |
| 2009    | 2015                     | Christiane Mosnier | UMP       | Adjointe au maire d'Espaly-Saint-Marcel Élue en 2015 dans le canton du Puy-en-Velay-1                             |

## Démographie
| 1990  | 1999  | 2006  | 2011  | 2012  |
| ----- | ----- | ----- | ----- | ----- |
| 8 119 | 7 759 | 7 356 | 7 091 | 7 187 |